# Lissochlora venilineata
Lissochlora venilineata là một loài bướm đêm trong họ Geometridae.